# Рефаими
Рефаимите (на иврит: רפאים‎), също и анакити или авим, са древен библейски народ на великани, които живели по времето на Авраам (Бит.14:5, 15:20). Обитавали както Палестина (Ханаан), така и Моав. Моавитите ги наричали емимами (Второзаконие 2:11), а амонитите – замзумимами (Второзаконие 2:20). В Библията рефаимите се споменават и като анакити (синове на Анака или Енака, Числа 13:33, Второзаконие 1:28) или авим.
Потомците на рефаимите съществували дълго библейско време в Светите земи. Цар Ог по времето на Мойсей произлизал от тях (Второзаконие 3:11). По времето на Давид няколко потомци на рефаими живеели в Гефе и воювали на страната на филистимляните (2 Цар. 21:22). Понякога били отъждествявани с нефилим, т.е. исполин. Eдин от най-знаменитите великани-рефаими е бил Голиат, победен от Давид
Пророк Исая заявил, че Господ ги е изтребил, унищожавайки всяка памет за тях (Ис. 26:14). В памет за рефаимите са останали имената на мегалитът Колелото на духовете (Гилгал-Рефаим) и Долината на Рефаимите в Израел.